# サウスダコタ (装甲巡洋艦)
|          |                                                                                                   |
| 艦歴     |                                                                                                   |
| 発注     |                                                                                                   |
| 起工     |                                                                                                   |
| 進水     | 1904年7月21日                                                                                     |
| 就役     | 1908年1月27日                                                                                     |
| 退役     | 1927年6月17日                                                                                     |
| その後   | スクラップとして廃棄                                                                              |
| 除籍     | 1929年11月15日                                                                                    |
| 性能諸元 |                                                                                                   |
| 排水量   | 13,680トン                                                                                        |
| 全長     | 504 ft (154 m)                                                                                    |
| 全幅     | 69 ft 6 in                                                                                        |
| 吃水     | 26 ft 1 in                                                                                        |
| 機関     | 23,000 shp、2軸推進                                                                               |
| 最大速   | 22ノット                                                                                          |
| 乗員     | 士官、兵員830名                                                                                   |
| 兵装     | 8インチ砲4門、6インチ砲14門、 3インチ砲18門、3ポンド砲12門、 1ポンド砲2門、 18インチ魚雷発射管2門 |

サウスダコタ (USS South Dakota, ACR-9) は、アメリカ海軍の装甲巡洋艦。ペンシルベニア級装甲巡洋艦の一隻。艦名はサウスダコタ州に因む。その名を持つ艦としては2隻目。

## 艦歴
サウスダコタはカリフォルニア州サンフランシスコのユニオン鉄工所で起工する。1904年7月21日にグレース・ハーレイド（サウスダコタ州知事チャールズ・N・ハーレイドの娘）によって命名、進水し、1908年1月27日に艦長ジェームズ・T・スミス大佐の指揮下就役した。
就役後太平洋艦隊装甲巡洋艦隊に配属されたサウスダコタは、1908年まで西海岸沖で巡航を行う。8月24日、サモアへ向けてサンフランシスコを出航し、9月には東へ向かい中央および南アメリカ海域で作戦活動に従事した。1909年の秋にサウスダコタは装甲巡洋艦隊と共に西方へ展開した。部隊はアドミラルティ諸島、フィリピン、日本および中国の港を訪問し、1910年1月31日にホノルルに帰還した。
2月になるとサウスダコタはテネシー (USS Tennessee, ACR-10) と合流し、特別任務戦隊を形成、南アメリカの大西洋岸を巡航し、年末に太平洋に戻った。
1911年の大半を太平洋岸に沿った作戦活動に費やしたサウスダコタは、12月に装甲巡洋艦戦隊と共に巡航を開始し、カリフォルニアからハワイ諸島、マリアナ諸島、フィリピン、日本を訪問した。1912年8月に西海岸に帰還し、サウスダコタは周期的な戦隊演習を行い、1913年12月30日にピュージェット・サウンド海軍工廠で予備役となる。
1914年4月17日に太平洋艦隊予備役部隊から分離されたサウスダコタは、6月にメキシコ水域での巡航を行い、8月にはハワイ諸島を訪れた。9月14日にブレマートンに帰還し、28日に再び予備役となる。サウスダコタは1915年1月21日から太平洋艦隊予備役部隊の旗艦となり、1916年2月5日にミルウォーキー (USS Milwaukee, C-21) と交代するまでその任を務めた。サウスダコタは1916年まで限定就役状態で留まり、1917年4月5日に完全就役状態に復帰した。
アメリカ合衆国が第一次世界大戦に参戦すると、サウスダコタは大西洋に配備され、4月12日にブレマートンを出航した。1917年5月29日にパナマのコロンでピッツバーグ (USS Pittsburgh, ACR-4) 、プエブロ (USS Pueblo, ACR-7) 、フレデリック (USS Frederick, ACR-8) と合流し、南大西洋に展開、ブラジルの港から哨戒任務に従事した。1918年11月2日、東海岸から中部大西洋の合流地点に向かう船団を護衛した。停戦後サウスダコタはフランスのブレストからニューヨークまで帰還兵を運ぶ任務を2度行った。
1919年夏、サウスダコタは太平洋へ配備されアジア艦隊の旗艦任務を命じられる。1919年10月27日にマニラに到着し、1920年6月7日にヒューロン (USS Huron, CA-9) と改名され、7月17日に重巡洋艦へ艦種変更される。ヒューロンは続く7年間をアジア艦隊での任務に従事し、冬期間はフィリピン水域での作戦活動、夏期には上海、煙台での活動を行った。
ヒューロンは帰還を命じられ、1926年12月31日にマニラを出航、1927年3月3日にピュージェット・サウンド海軍工廠に到着した。6月17日に退役し、予備役状態で保管後1929年11月15日に除籍された。ヒューロンはロンドン海軍軍縮条約に従って1930年2月11日にスクラップとして売却された。
ヒューロンの船体は水線部まで剥ぎ取られ、その後パウエル・リバー社に売却された。1931年8月、船体はカナダのブリティッシュコロンビア州にある同社まで牽引され、防波堤として使用された。ヒューロンはチャールストン (USS Charleston, CA-19) の船体の横に係留され、船体はバラスト水が注入され、浮力を維持するため定期的に水がくみ出された。1961年2月18日の嵐で船体は浸水し、80フィートの水底に沈んだ。その残骸は今日でも見ることができる。不思議なことに、ヒューロンの船体の一部は5マイル離れたテクサダ島に存在する。